# Chemin de fer d'Achiet à Bapaume et Marcoing
Le chemin de fer d'Achiet à Bapaume et Marcoing a fonctionné entre 1871 et 1969, dans les départements du Nord et du Pas-de-Calais.
Elle faisait partie des lignes secondaires de chemin de fer à voie normale du Nord-Pas-de-Calais – Picardie ; les quatre autres sont :
- Pont-de-la-Deûle à Pont-à-Marcq ;
- Boisleux à Marquion ;
- Vélu-Bertincourt à Saint-Quentin ;
- Roisel à Hargicourt.

La ligne est successivement exploitée par :
- la « Compagnie du Chemin de fer d'Achiet à Bapaume » (AB)[1], de 1871 à 1930 ;
- la Compagnie générale de voies ferrées d'intérêt local (CGL), entre 1930 et 1961 ;
- la Régie des transports du Pas-de-Calais, jusqu'en 1969[2] ;
- un G.I.E. Exploitation Ferroviaire de Bapaume, de 1969 à 1999, regroupant sept entreprises pour l'exploitation du tronçon Achiet – Bapaume.

## La ligne

### Les origines
Cette ligne faisait ainsi partie d’un ensemble privé de quatre lignes (et autant de compagnies) connectées entre elles par des gares d’échanges (comme Quéant, Frémicourt ou Vélu-Bertincourt).
- La ligne de chemin de fer d'Achiet à Bapaume et Marcoing, ouverte en 1871 et de 33 km de long,
- La ligne de chemin de fer de Boisleux à Marquion, ouverte en 1878 et de 26 km de long,
- La ligne de chemin de fer de Vélu-Bertincourt à Saint Quentin, ouverte en 1879 et de 52 km de long,
- La ligne de chemin de fer de Marquion à Cambrai, ouverte en 1897 et de 20 km de long.

C'est la plus ancienne de ces lignes secondaires, qui fut concédée en 1866 à MM. Edouard Arrachard, propriétaire et fabricant de produits chimiques, Edouard Grardel , propriétaire et fabricant de toiles, et Florimond Parel, banquier, pour relier au réseau du Nord la ville de Bapaume. La déclaration d’utilité publique intervint deux ans plus tard, et la Compagnie du Chemin de fer d’Achiet à Bapaume (A.B.) ouvrit cette courte antenne (7 km)  le 8 mai 1871. En 1874 et 75, la compagnie obtint la concession d’un prolongement de sa ligne dans le département du Nord jusqu’à Marcoing. Cette extension fut ouverte en deux sections, le 1er décembre 1877 de Bapaume à Havrincourt 18 km  (limite départementale), puis le 10 mars 1878 d’Havrincourt à Marcoing (8 km).
Sur la ligne Achiet-Bapaume sont mis en place des embranchements spéciaux pour desservir d'importantes industries, comme la sucrerie Lejosne à Bihucourt ou les usines Gagny à Bapaume. Dans un département principalement agricole et sucrier, les lignes d'intérêt local permettent un développement spectaculaire de la culture de la betterave ou du lin.
La ligne faisait parie de l’ensemble privé à voie normale (écartement entre les rails de 1,435 m) le plus grand de la région Nord-Pas-de-Calais. Sa longueur était de 33 km de voie.
Les dates d'ouvertures sont les suivantes :
- le 8 août 1871, du tronçon Achiet  - Bapaume : (7 km) ;
- le 1er décembre 1877, du tronçon Bapaume - Havrincourt : (18 km), limite du Pas-de-Calais ; fermeture en 1969.
- le 10 mars 1878, du tronçon Havrincourt - Marcoing : (8 km), département du Nord ; fermeture en 1969.

Le centre du réseau était situé à Bapaume, où se trouvaient les ateliers et le dépôt du matériel roulant.

### Gares
Achiet (km 0) ; Bihucourt (km 3), arrêt ; Biefvillers (km 5), arrêt ; Bapaume (km 7) ; Frémicourt (km 12), halte ; Beugny (km 14) ; Vélu (km 17) ; Hermies (km 21) ; Havrincourt (km 25) ; Flesquières - Ribécourt (km 28) ; Marcoing (km 33).

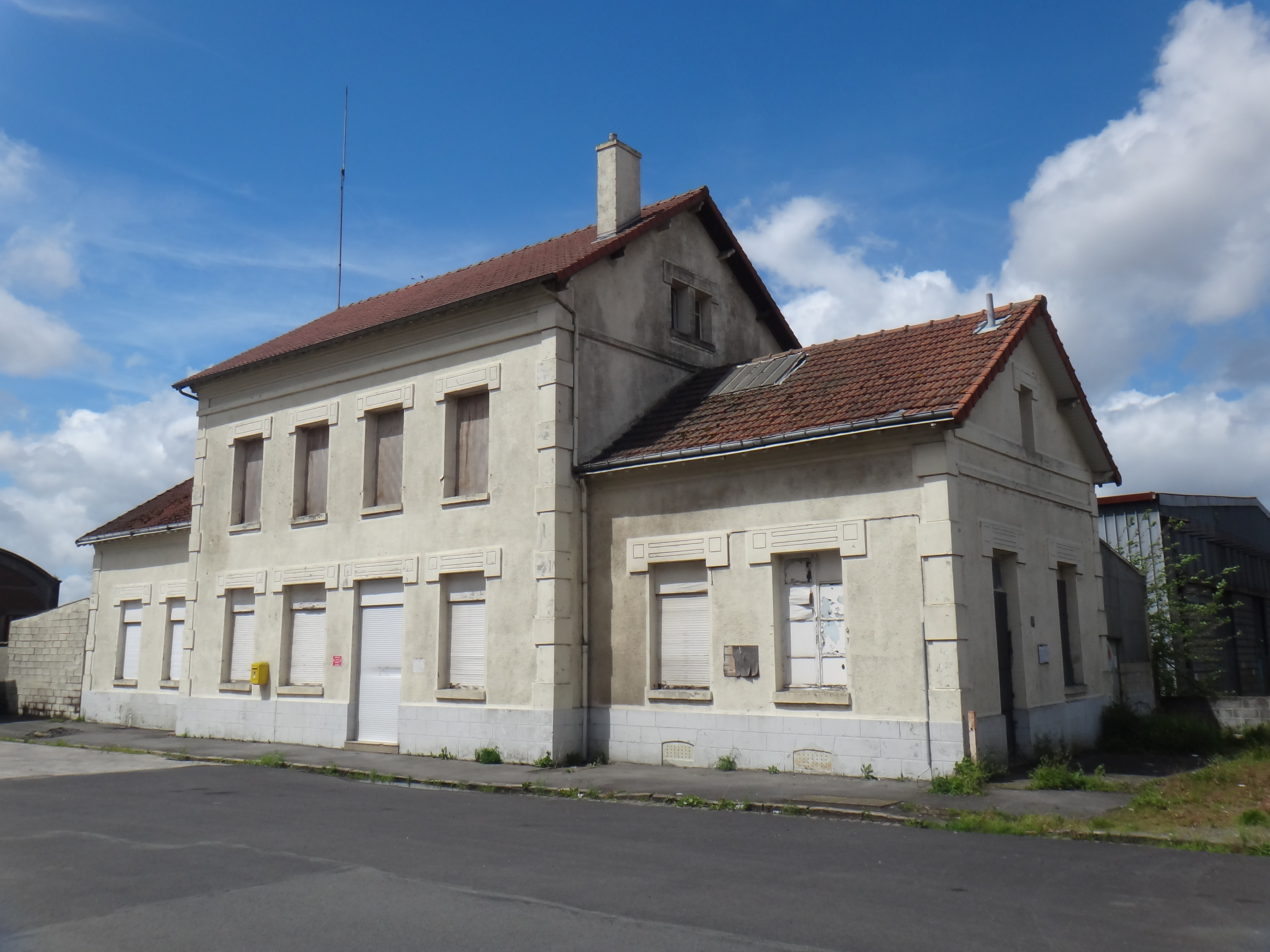
Ancienne gare de Bapaume, en mai 2014.
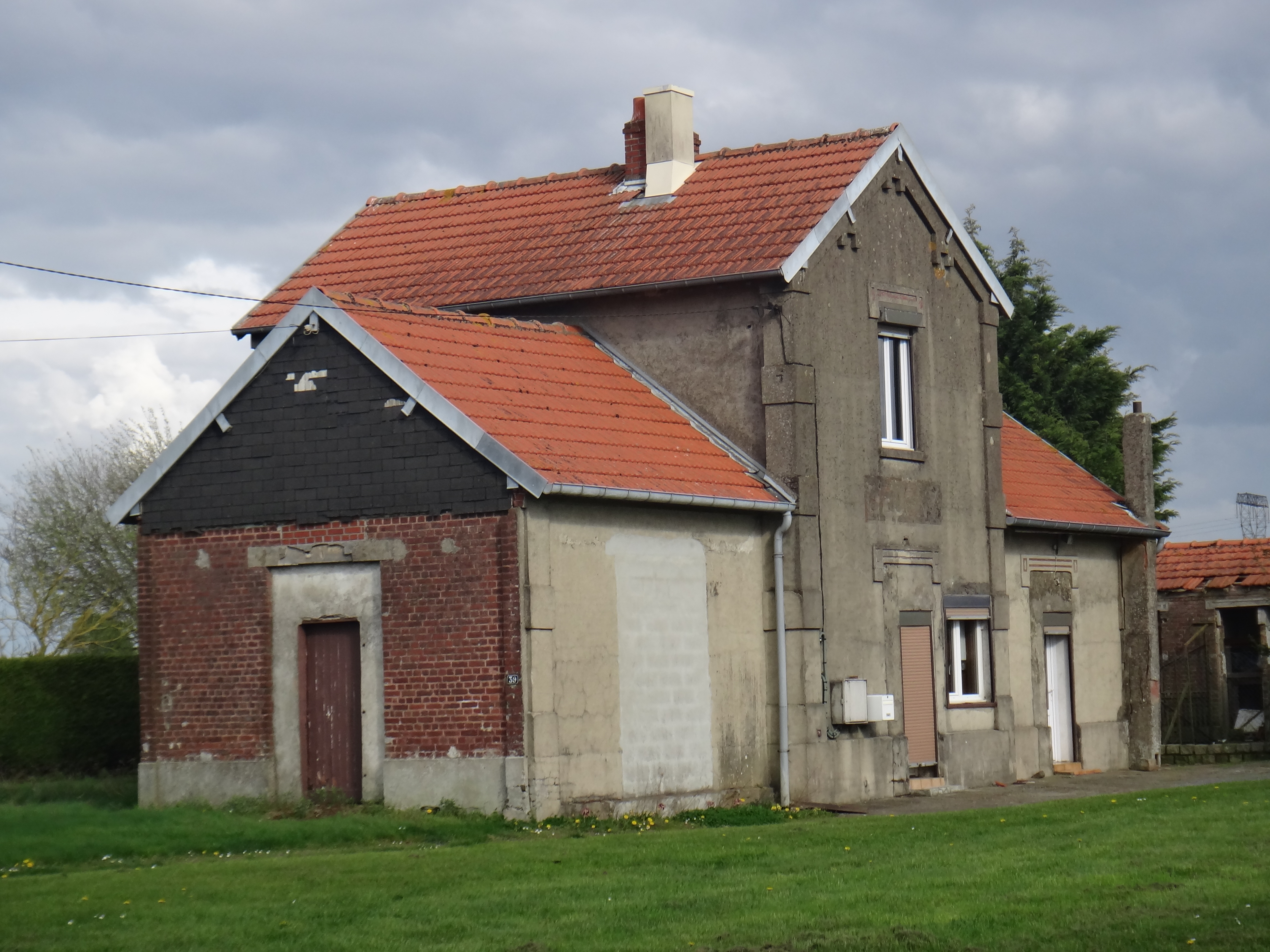
La gare de Beugny, en avril 2017. Son bâtiment voyageurs est devenu une habitation.

## Gares de jonction
- Gare d'Achiet, avec la Compagnie des chemins de fer du Nord : la ligne de Paris-Nord à Lille
- Entre la gare de Bapaume et Frémicourt, raccordement vers Quéant (par Vaulx-Vraucourt et Noreuil), pour atteindre la ligne de Boisleux à Marquion
- Gare de Vélu, avec le chemin de fer de Vélu-Bertincourt à Saint-Quentin
- Gare de Marcoing, avec la Compagnie des chemins de fer du Nord : lignes de Saint-Just-en-Chaussée à Cambrai et de Marcoing à Masnières

## Matériel roulant

### Les locomotives à vapeur
- no 1 et no 2, non identifiées livrées en 1871 pour l’ouverture d’Achiet – Bapaume ;
- no 3 à 5, locomotives de 24 tonnes, Type 030t, livrées en 1876 par Ernest Goüin et Cie ;
- une 030 T Cail en 1888 ;
- Quelques autres machines, neuves ou d’occasion, furent encore mises en service dans l’entre deux guerres ;
- une 030 T La Meuse livrée neuve en 1921 ;
- Au lendemain de la seconde guerre mondiale, trois 030T du War Department qui avaient suivi l’armée britannique sur le continent européen lors des opérations de 1944-45, furent rachetées par le département du Pas-de-Calais aux surplus militaires. Ces machines, dites « Austerity » en raison de leur construction strictement économique, présentaient une allure typiquement britannique avec leurs cylindres intérieurs et leur soute à eau « saddle-tank » à cheval sur la chaudière ;
- Deux d’entre elles furent affectées à Achiet – Bapaume (no 511 et 512).

### Les locotracteurs Diesel
- Après cet appoint assez insolite, la compagnie C.G.L. décida de moderniser son parc moteur par la construction de trois locotracteurs de type 030 dans ses ateliers de Bapaume. Construits en partant d’un châssis de locomotive à vapeur, munis d’un moteur diesel Willème de 200 ch et d’une transmission mécanique avec accouplement des essieux par bielles, ces engins s’apparentaient à ceux réalisés à la même époque aux ateliers de Lumbres pour les réseaux à voie métrique. Les deux premiers furent construits en 1948, et affectés aux lignes de Bapaume et de Marquion (no 31 et 32), où la régie du Pas-de-Calais les renumérota 1 et 2 à partir de 1961.
- En 1961, la régie du Pas-de-Calais racheta aux aciéries Sollac le locotracteur à bogies BB-202, construit aux ateliers C.F.D. de Montmirail en 1954. Cet engin à bogies et à cabine centrale était muni de deux moteurs Willème de 180 ch chacun, avec boîte de vitesses Asynchro et essieux accouplés par bielles. Il fut renuméroté 3. Après la dissolution de la régie, les C.F.D. le rachetèrent et l’affectèrent à leur réseau du Morvan, à Autun. Après la reprise de la ligne Epehy – St Quentin par la régie de l’Aisne, celle-ci mit en service en 1956 et 58 deux locotracteurs à bogies BB-401 et 402 d’un modèle quasiment identique, également construits par C.F.D. Montmirail mais munis de deux moteurs Poyaud de 207 ch.
- Plusieurs établissements industriels embranchés sur Achiet – Bapaume ont possédé leurs propres engins à moteurs :
  - le groupement d’intérêts économiques, qui a repris l’exploitation de la ligne, avait acquis en 1974 le locotracteur Y-7021 de la SNCF, reconditionné par les ateliers C.F.D. de Montmirail avec un moteur Baudouin de 340 ch ;
  - La sucrerie de Bihucourt utilisait autrefois une 030T allemande Orenstein & Koppel puis une 020T « saddle-tank » britannique Bagnall ; elle possède aujourd’hui un locotracteur Moyse ;
  - Les ateliers de réparation S.A.R.I. procurent aujourd’hui l’essentiel de l’activité de la ligne ; ils possèdent un locotracteur C.E.M.-Fauvet-Girel de 300 ch et deux Moyse.

### Les autorails
Le matériel automoteur mis en service dans la seconde moitié des années 1930 par la C.G.L., se composait de sept petits autorails à deux essieux, munis d’un moteur diesel de 120 / 130 ch et d’un seul poste de conduite, ce qui nécessitait leur virage sur plaque tournante en fin de parcours ou leur couplage par deux (« dos à dos »). Ils étaient construits artisanalement à Bapaume, dans les propres ateliers de la compagnie, et se répartissaient comme suit :
- no 201 à 203 sur Achiet – Bapaume (futurs no 1 à 3 de la régie du P.D.C.)
- en 1956, la fermeture de la ligne Pont-de-la-Deûle – Pont-à-Marcq permit à la C.G.L. de muter du Nord au Pas-de-Calais d'un engin de conception un peu plus moderne, également à deux essieux mais pourvus de deux postes de conduite. Un autorail Renault type ZO construit en 1936 pour la compagnie du Nord-Est (no 43) et racheté en 1949, muni d’un moteur Renault de 110 ch. Muté à Bapaume en vue d’une révision, il ne semble pas qu’il ait effectivement circulé.

## Les horaires
Horaires d'hiver Achiet - Bapaume - Marcoing 1936 (d'après Frédéric Roussel - Cercle Ferroviphile du Cambrésis). La vitesse moyenne est environ 30 km/h.
| pk | Gares                   | 202 aut | 204 f | 104  | 106 aut | 208 Aut | 308 MV b | 110 Aut | 210 Aut | 310 MV b |
| -- | ----------------------- | ------- | ----- | ---- | ------- | ------- | -------- | ------- | ------- | -------- |
| 0  | - Achiet (départ)       |         | 7 30  | 8 33 | 11 47   | 15 30   | 17 20    | 18 12   |         | 20 25    |
| 3  | Bihucourt (arrêt)       |         | 7 35  | 8 38 | 11 51   | 15 34   | 17 26    | 18 16   |         | 20 31    |
| 5  | Biefvillers (arrêt)     |         | 7 39  | 8 42 | 11 54   | 15 37   | 17 30    | 18 19   |         | 20 35    |
| 7  | Bapaume                 | 6 11    | 7 48  | 8 47 | 11 59   | 15 42   | 17 35    | 18 24   |         | 20 40    |
| 12 | Frémicourt (Halte)      | 6 20    | 7 59  | 8 58 | 12 08   | 15 51   | ====     | 18 32   |         | ====     |
| 14 | Beugny                  | 6 23    | 8 06  | 9 02 | 12 11   | 15 54   |          | 18 36   |         |          |
| 17 | - Vélu (arrivée)        | 6 30    | 8 13  | 9 06 | 12 17   | 16 01   |          | 18 40   |         |          |
| 17 | - Vélu (départ)         | 6 30    | 8 13  | Vers | 12 17   | 16 01   |          | Vers    | 18 43   |          |
| 21 | Hermies                 | 6 37    | 8 20  | St   | 12 24   | 16 08   |          | St      | 18 50   |          |
| 25 | Havrincourt             | 6 44    | 8 27  | Quen | 12 31   | 16 15   |          | Quen    | 18 57   |          |
| 28 | Flesquières - Ribécourt | 6 50    | 8 33  | tin  | 12 37   | 16 21   |          | tin     | 19 03   |          |
| 33 | - Marcoing              | 6 56    | 8 39  |      | 12 43   | 16 27   |          |         | 19 09   |          |
|    | - Cambrai (arrivée)     |         |       |      |         |         |          |         |         |          |

| pk | Gares                   | 301 MV b | 101 Aut | 201 Aut | 523 MV e | 203 Aut | 205 MV Aut | 307 MV b | 207 Aut | 107 Aut | 309 MV b | 209 Aut |
| -- | ----------------------- | -------- | ------- | ------- | -------- | ------- | ---------- | -------- | ------- | ------- | -------- | ------- |
|    | - Cambrai (dép.)        |          |         |         |          |         |            |          |         |         |          |         |
| 33 | - Marcoing              |          |         | 7 35    |          | 10 18   | 13 48      |          | 16 55   |         |          | 19 33   |
| 28 | Flesquières - Ribécourt |          | Org.    | 7 41    |          | 10 24   | 13 54      |          | 17 01   | Org.    |          | 19 39   |
| 25 | Havrincourt             |          | St      | 7 48    |          | 10 31   | 14 01      |          | 17 08   | St      |          | 19 45   |
| 21 | Hermies                 |          | Quen    | 7 55    |          | 10 38   | 14 08      |          | 17 15   | Quen    |          | 19 51   |
| 17 | - Vélu (arr.)           |          | tin     | 8 01    |          | 10 47   | 14 17      |          | 17 20   | tin     |          | 19 58   |
| 17 | - Vélu (dép.)           |          | 6 34    | ====    | 9 20     | 10 47   | 14 17      |          | ====    | 17 26   |          | 19 58   |
| 14 | Beugny                  |          | 6 38    |         | 9 33     | 10 51   | 14 21      |          |         | 17 30   |          | 20 02   |
| 12 | Frémicourt (Halte)      |          | 6 41    |         | 9 43     | 10 54   | 14 24      |          |         | 17 33   |          | 20 04   |
| 7  | Bapaume                 | 6 00     | 6 52    |         | 9 58     | 11 04   | 14 34      | 16 39    |         | 17 43   | 19 48    | 20 14   |
| 5  | Biefvillers (arrêt)     | 6 06     | 6 56    |         | ====     | 11 08   | 14 38      | 16 45    |         | 17 47   | 19 54    | ====    |
| 3  | Bihucourt (arrêt)       | 6 12     | 6 59    |         |          | 11 11   | 14 41      | 16 52    |         | 17 50   | 19 58    |         |
| 0  | - Achiet (arr.)         | 6 18     | 7 03    |         |          | 11 15   | 14 45      | 16 58    |         | 17 54   | 20 05    |         |

- AUT : automotrice 2e classe (suivant les besoins, le service pourra être assuré par train à vapeur).
- MV : train mixte (de marchandises et de voyageurs).
- b : à titre d'essai.
- e : à titre temporaire et d'essai, le vendredi jour de marché à Bapaume ou le jour de la remise de ce marché.
- f : automotrice entre Vélu et Marcoing.